# Малые противолодочные корабли проекта 1141
Малый противолодочный корабль проекта 1141 «Сокол» — опытный советский противолодочный корабль на подводных крыльях. Построен в единственном экземпляре с целью изучения перспективы использования скоростного судна на подводных крыльях в роли противолодочного корабля. Конструкторские разработки и технологии применённые при создании этого уникального корабля позволили начать серийное производство малых противолодочных кораблей (МПК) проекта 11451.

## Предыстория
К середине 50-х годов XX века развитие военно-морской техники обострило соревнование между возможностями подводных лодок и кораблей противолодочной обороны. Увеличение подводной скорости лодок до 30-ти узлов и уменьшение шумности их двигателей позволяло субмаринам успешно уклоняться от обнаружения и атак кораблей противолодочной обороны. ВМФ СССР требовались корабли — перехватчики подводных лодок с надёжными средствами обнаружения и уничтожения скоростных малошумных подводных лодок потенциального противника.
В 1956 году Зеленодольское конструкторское бюро (ЦКБ-340) совместно с ЦАГИ обратилось в министерство судостроительной промышленности с просьбой разрешить провести исследования возможностей создания перспективного корабля-перехватчика противолодочной обороны на подводных крыльях для поиска и уничтожения быстроходных и малошумных подводных лодок. Инициатором выступал главный конструктор ЦКБ-340 Александр Кунахович, предложивший использовать
«вертолётный» способ поиска подводных лодок. При этом методе поиска корабль, оснащённый опускаемой гидроакустической станцией (ОГАС) делает серию спусков станции на глубину до 100 метров (зона наилучшего прохождения гидроакустических сигналов) в различных точках обследуемой акватории, совершая между ними быстрые переходы. При использовании нескольких кораблей в поиске (поисково-ударная группа) появлялась возможность обследования обширного района за короткий промежуток
времени. В случае обнаружения подводной лодки корабль, обнаруживший цель, выдавал её координаты остальным членам группы, которые проводили скоординированную атаку.
В 1964 году постановлением ЦК КПСС СССР было принято решение о разработке малых кораблей на подводных крыльях — ракетных (проект «Ураган») и противолодочных (проект «Сокол»)

## Проектирование
В феврале 1967 года Главнокомандующим ВМФ СССР было утверждено тактико-техническое задание и заключён договор на выполнение эскизного проекта корабля 1141. Главным конструктором корабля стал А. В. Кунахович. В проекте необходимо было обосновать выбор надёжного крыльевого устройства, системы угловых передач (колонок) и винтов, рассчитать прочность и долговечность крыльевого устройства и корпуса.
Эскизный проект был разработан к концу 1967 года и был утверждён в 1969 году.
В 1968 году А. В. Кунахович умер, исполняющим обязанности главного конструктора стал А. М. Шейдвассер, в 1971 году главным конструктором проекта был назначен Е. И. Овсиенко.

## Постройка
Сборка корпуса корабля оказалась непростой задачей для Зеленодольского судостроительного завода, так как технологии сборки и сварки конструкций из лёгкого сплава не были отработаны. Интенсивная работа конструкторов и производственников позволила в июле 1974 года заложить, а затем достроить корпус корабля. Ему было присвоено имя «Александр Кунахович», в честь первого конструктора корабля.
Работы по достройке были продолжены на базе филиала Зеленодольского завода в Керчи, куда корабль был переведён буксиром по Волге и Дону в конце октября 1975 года. Сборка крыльевого устройства и монтаж его к корпусу были проведены в сухом доке Севастопольского морского завода, для чего корабль совершил переход из Керчи в Севастополь в мае 1976 года. В доке проводилась установка газотурбинных агрегатов, угловых редукторных передач, нижних редукторов и механизмов перекладки закрылков.
Летом 1977 года работы в сухом доке были завершены и корабль был снова переведён в Керчь для окончания монтажа крыльевого устройства и газотурбинных агрегатов. Во время этого перехода корабль совершил пробный «выход на крыло», после короткой «пробежки» он снова занял своё место за буксиром и продолжил переход.
В конце декабря 1977 года, были проведены государственные испытания «Сокола» и корабль был принят на вооружение ВМФ. В ходе испытаний были получены хорошие результаты работы ОГАС «Шексна», проведены успешные стрельбы торпедами по цели на скорости 54 узла при высоте волны до 4 метров. Впоследствии скорость корабля при стрельбе торпедами ограничили до 45 узлов.

## Конструкция

### Корпус
Корпус корабля разделён шестью водонепроницаемыми переборками на семь отсеков, цельносварной, выполнен по продольной схеме, гладкопалубный, с надстройкой и кожухом газовыхлопов островного типа. Материалом для корпуса был выбран алюминиево-магниевый сплав, что обеспечило лёгкость и прочность всей конструкции. Толщина листов обшивки: днище — 8 мм, борт — 6-8 мм, нижняя палуба — 3 мм, верхняя палуба — 5-8 мм. Для антикоррозионной защиты корпуса применялись специальные краски, обеспечивающие защиту от коррозии до 18 месяцев.

### Энергетическая установка
Дизель-газотурбинная система корабля состояла из трёх газотурбинных установок (ГТУ) М10 и двух дизель-редукторных агрегатов (ДРА-211).

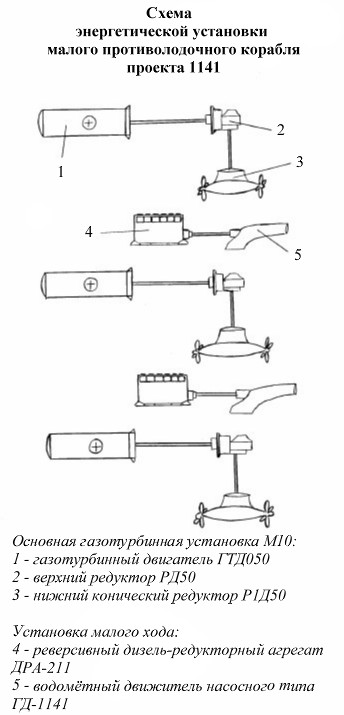
Схема энергетической установки корабля пр.1141

Каждая ГТУ М10 включала в себя нереверсивный газотурбинный двигатель, передача мощности от которого на гребные винты осуществлялась через два угловых редуктора, вертикальную и горизонтальную трансмиссию. Мощность ГТУ на опытном корабле составляла 18 000 л.с. с возможностью форсажа до 20 000 л.с.
Два реверсивных дизель-редукторных агрегата (ДРА-211) обеспечивали движение корабля малым ходом под водомётами вперёд и назад.
Для выработки электроэнергии на корабле были установлены два дизель-генератора мощностью по 200 киловатт каждый.
На корабле были предусмотрены системы охлаждения, воздухозабора и газохода главных двигателей, дизелей и дизель — генераторов. Воздухозабор для каждой ГТУ осуществлялся через индивидуальные входные устройства с предохранительными сетками для исключения возможности попадания в двигатели посторонних предметов. Воздухозаборники были расположены в кормовой части надстройки, воздухозаборные каналы покрывались шумопоглощающей изоляцией. Для очистки воздуха от морских брызг устанавливались водоотделяющие устройства инерционного типа, обогреваемые в зимнее время. Отвод газов от главных двигателей проводился через газоходы из титановых сплавов.
Забор воздуха для двигателей малого хода и дизель-генераторов осуществлялся непосредственно из машинного и генераторных отделений. Отвод газов от двигателей малого хода предусматривался за борт через отверстия в кормовой части выше ватерлинии с направлением выброса газов в сторону кормы. Газовыхлопные трубы дизелей и дизель-генераторов также были выполнены из титановых сплавов.

### Крыльевое устройство
Состояло из носовых и кормовых V-образных полых внутри крыльев, с расположенными на них автоматически управляемыми (для уменьшения качки) маневровыми закрылками. Благодаря значительному заглублению и стреловидной форме носовых крыльев корабль мог устойчиво двигаться на всех скоростях без использования автоматики. При включённой системе стабилизации качки обеспечивалась высокая мореходность на волнении моря до 5-баллов.

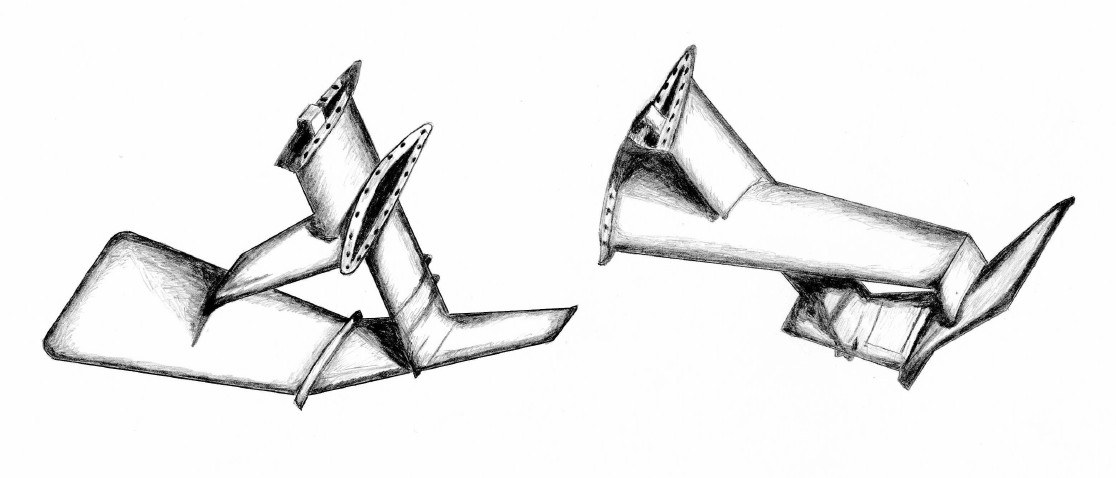
Носовые крылья МПК 1141

Крыльевое устройство было выполнено из титанового сплава, что значительно уменьшило вес всей конструкции и позволило увеличить запас принимаемого на борт топлива. Крылья крепились к корпусу с помощью болтовых фланцевых соединений со стеклопластиковым покрытием, что обеспечивало их электроизоляцию от корпуса. Титановые крылья обладали абсолютной антикоррозионной стойкостью в морской воде, но алюминиевые корпусные сплавы при контакте с титаном подвергались интенсивной коррозии. Поэтому на корабле была предусмотрена защита корпуса от контакта с титаном применением специальных диэлектрических соединений в виде пластмассовых прокладок и втулок во фланцевых соединениях.
Расчёты прочности крыльевого устройства выполнялись Казанским авиационным институтом им. А. Н. Туполева.

### Движительно-рулевой комплекс
Состоял из трёх вертикальных колонок на каждой из которых размещалось по два разновращающихся гребных винта, обеспечивающих движение корабля на крыльях.

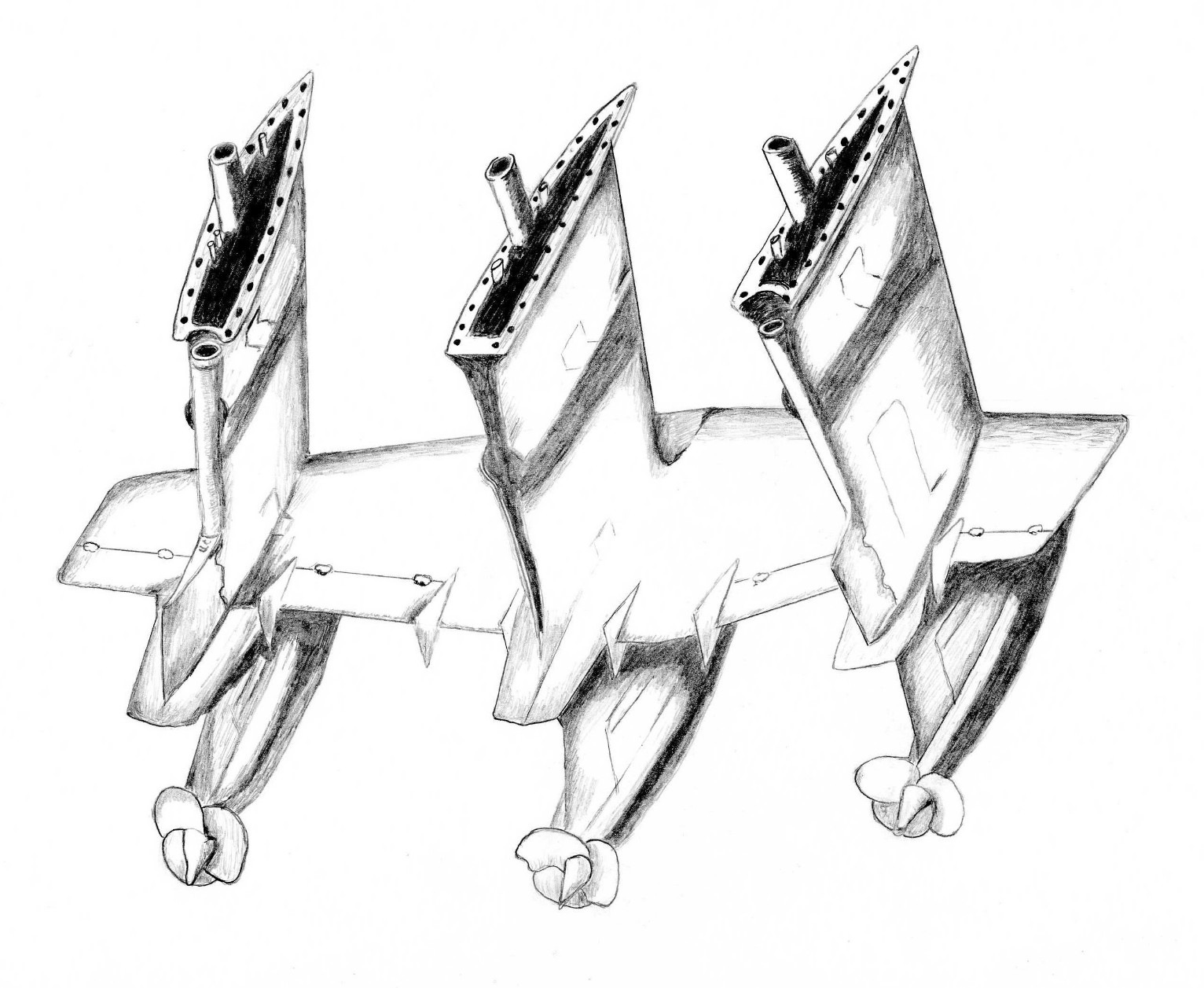
Кормовой крыльевой комплекс МПК-1141

Два руля управления обтекаемой формы размещались на бортовых колонках.
Для движения корабля в водоизмещающем режиме были предусмотрены два водомётных движителя насосного типа ГД-1141. В состав водомётного движителя входило реверсивно — рулевое устройство, обеспечивающее поворот и задний ход корабля.
Корабль был укомплектован системой автоматического управления движением корабля «Коралл», которая осуществляла автоматическую перекладку рулей управления, носовых и кормовых закрылков, а также использовалась для уменьшения бортовой и килевой качки.

### Мореходность и непотопляемость
Безопасность плавания корабля на корпусе обеспечивалась при волнении моря в 8 баллов, на крыле — в 5 баллов (высоте волны до 3-х метров и скорости шквального ветра не более 30 метров в секунду). Разгон корабля до выхода на крыло происходил за 152 секунды. Применение
оружия допускалось при волнении моря до 5 баллов.
Непотопляемость корабля обеспечивалась при затоплении любых двух смежных отсеков.

### Обитаемость
Все жилые помещения на корабле располагались непосредственно под верхней палубой и были снабжены бортовыми иллюминаторами. Офицеры корабля размещались в одном отсеке в двух одноместных (8 и 5,7 м²) и одной двухместной (6,8 м²) каютах. В каждой одноместной каюте было запасное второе место. Для мичманов и главстаршин была предусмотрена одна четырёхместная каюта (9 м²). Командный состав принимал пищу в кают-компании. Спальные места старшин и матросов находились в двух кубриках с двухъярусным расположением коек из расчёта 1,4 м² на человека.
На корабле имелись закрытые кратчайшие проходы к основным боевым постам. Для обеспечения оптимального микроклимата в помещениях корабля были установлены пять автономных кондиционеров.

## Вооружение

### Станция обнаружения подводных объектов ОГАС «Шексна»
ОГАС «Шексна» с опускаемой акустической антенной обеспечивала поиск и обнаружение подводных лодок, определение их текущих координат. ОГАС работала на стопе корабля с погружением акустической антенны в специальном контейнере на кабель-тросе до глубины в 150 метров. Спуск и подъём контейнера осуществлялся с помощью специального подъёмно-опускного устройства.
Вес всего гидроакустического комплекса составлял 28 тонн, он занимал 17 % внутрикорабельных помещений.
Работу ОГАС «Шексна» обеспечивал дизель-генератор-насос ДГН-200, для снижения уровня помех установленный на специальных амортизаторах. Главные двигатели корабля были также установлены на амортизаторы.

### Средства уничтожения подводных лодок
Первоначально противолодочное вооружение опытного корабля было представлено двумя четырёхтрубными стационарными ТА ЧТА-40-1141 калибром 400 мм. Они были размещены у правого и левого борта в носовой части корабля и были предназначены для стрельбы универсальными малогабаритными противолодочными торпедами МГТ-3 или СЭТ-72. Торпеды хранились в тубах ТА, где обеспечивался электрообогрев, вентиляция и подкачка торпед воздухом от корабельных систем.
В 1991 году торпедные аппараты были демонтированы, на корабле был установлен и прошёл успешные испытания ракетный противолодочный комплекс «Медведка». Комплекс был размещён в кормовой части корабля и был представлен двумя четырёхствольными пакетами из алюминиевого сплава, комплектом твердотопливных ракет с малогабаритными акустическими торпедами, бортовой автоматической системой управления полётом ракеты, связанной с корабельными системами управления.
Испытания комплекса на Феодосийском полигоне показали его надёжным, дешёвым и высокоэффективным противолодочным оружием, превосходившим по многим параметрам иностранные аналоги: «Милас», «Отомат», «Асрок».

### Зенитно-артиллерийское вооружение
Для борьбы с воздушными целями, надводными кораблями малого водоизмещения и уничтожения плавающих мин на корабле были размещены две артиллерийские установки АК-630М. Носовая установка размещалась на специальном барбете перед рубкой, кормовая — на крыше кормовой оконечности надстройки.
Для управления стрельбой на корабле устанавливалась артиллерийская радиолокационная система МР-123-1 «Вымпел-А».

## Служба
В 1978 году «Александр Кунахович» был передан ВМФ СССР в опытную эксплуатацию и вошёл в состав Черноморского флота.
В период опытной эксплуатации (31.12.1977 — 8.01.1981) корабль базировался на Керченско-Феодосийскую военно-морскую базу и Севастополь. За это время МПК прошёл около 8 000 миль, из них более половины — на подводных крыльях. Всё это время корабль дорабатывался и проходил испытания.
В 1981 году корабль вместе со своим доком (специально для него построенным) был окончательно передан ВМФ СССР и включён в состав кораблей первой линии. Местом постоянного базирования корабля стала Южная бухта в Севастополе. Корабль неоднократно участвовал в манёврах и учениях флота, получил приз Главнокомандующего ВМФ СССР и два приза Черноморского флота.
В 1985 году за 4 часа совершил ночной переход на крыльях от Бургаса до Севастополя дальностью 210 миль при пятибалльном волнении моря.
В 1987 году было решено переоборудовать корабль для проведения испытаний малогабаритного ракетного комплекса «Медведка», который в перспективе должен был заменить торпедное вооружение на кораблях 3-го ранга. В 1990 году начались работы по переоборудованию корабля в Керченском филиале Зеленодольского ПКБ. С 24 июня 1991 года корабль был выведен из боевого состава флота и переформирован в опытный корабль. Из-за финансовых проблем переоборудование корабля задерживалось и только весной 1993 года корабль был передан Черноморскому флоту.
Первое испытание «Медведки» прошло на Феодосийском полигоне успешно, система управления самостоятельно рассчитала элементы движения цели и ракета поразила имитатор подводной лодки. Но дальнейшие испытания комплекса из-за финансовых проблем были заморожены. К началу 1997 года на корабле оставалось всего 14 моряков и он мог развить скорость около 26 узлов.
Летом 1997 года на корабле был поднят Андреевский флаг и ремонтно-наладочные работы всё же были доведены до конца. Корабль получил ракеты для стрельб и был готов к дальнейшим испытаниям РПК «Медведка». После проведения очередных испытаний МПК «Александр Кунахович» был поставлен у причала в Южной бухте, выведен из эксплуатации и к концу года разобран на металл. Всё исправное оборудование было демонтировано и передано на склады Черноморского флота.